# 你好，我是誰2
《你好，我是誰2》（英文：Still Me 2），2024年台灣電視劇，為《你好，我是誰》的續集，故事劇情繼續透過真人真事的內容，詮釋曹汶龍醫師團隊的醫療職人劇，一起為失智患者及家庭注入關懷，強調以「失智不是遺忘，而是時時刻刻都在創造記憶」。本劇於2023年10月27日舉行開鏡，2024年2月15日全劇殺青。大愛電視台於2024年8月8日首播。

## 劇情及演員資訊
目前官方新聞稿釋出的演員包含寇世勳、崔佩儀、柯素雲、胡利、何豪傑、傅小芸、葉文豪、林玟誼、田家達、寇家瑞、朱芷瑩、謝瓊煖、洪小鈴、尹昭德、江祖平、李運慶、劉曉憶、慕鈺華、談學斌、班鐵翔、梁湘華、王為；劇情主軸是以「早發性失智」及「長者醫療人權」做為參考。

## 迴響
節目本身收視率表現佳，有持續上升的趨勢，在Google的搜尋結果排名屬於熱搜百大排名，劇組成員，有空時會盡量和觀眾直播互動，互動人數達2000人以上。

## 外部連結
- 大愛劇場的Facebook專頁
- 大愛劇場搶先看的Facebook專頁